# Bror Dahlqvist
Bror Bernhard Albert Dahlqvist, född 26 augusti 1899 i Sköns församling, Västernorrlands län, död 28 april 1986 i Sundsvall, var en svensk målare. 
Dahlqvist var huvudsakligen autodidakt men fick en viss vägledning av andra konstnärer. Separat ställde han ut i Sundsvall 1949 och han medverkade i ett flertal lokala samlingsutställningar. Hans konst består av landskapsbilder från Jämtland och Medelpad.   